# Златни рат
Златни рат је плажа на Јадрану, а смештен је у Болу, на јужној обали острва Брача.
Због своје је необичности и лепоте један је од најпознатијих симбола хрватског туризма.
Тај феномен је шљунчани рт (рат) дуг око хиљаду метара којег оплахује чисто и прозирно море.
Плажа је посебна и по томе што мења облик и положај, зависно од ветра.